# Krivé
Krivé ist eine Gemeinde im Osten der Slowakei mit 223 Einwohnern (Stand 31. Dezember 2017), die zum Okres Bardejov, einem Teil des ostslowakischen Verwaltungsgebiets Prešovský kraj, gehört. Krivé besitzt eine griechisch-katholische Holzkirche aus dem Jahr 1826.

## Lage

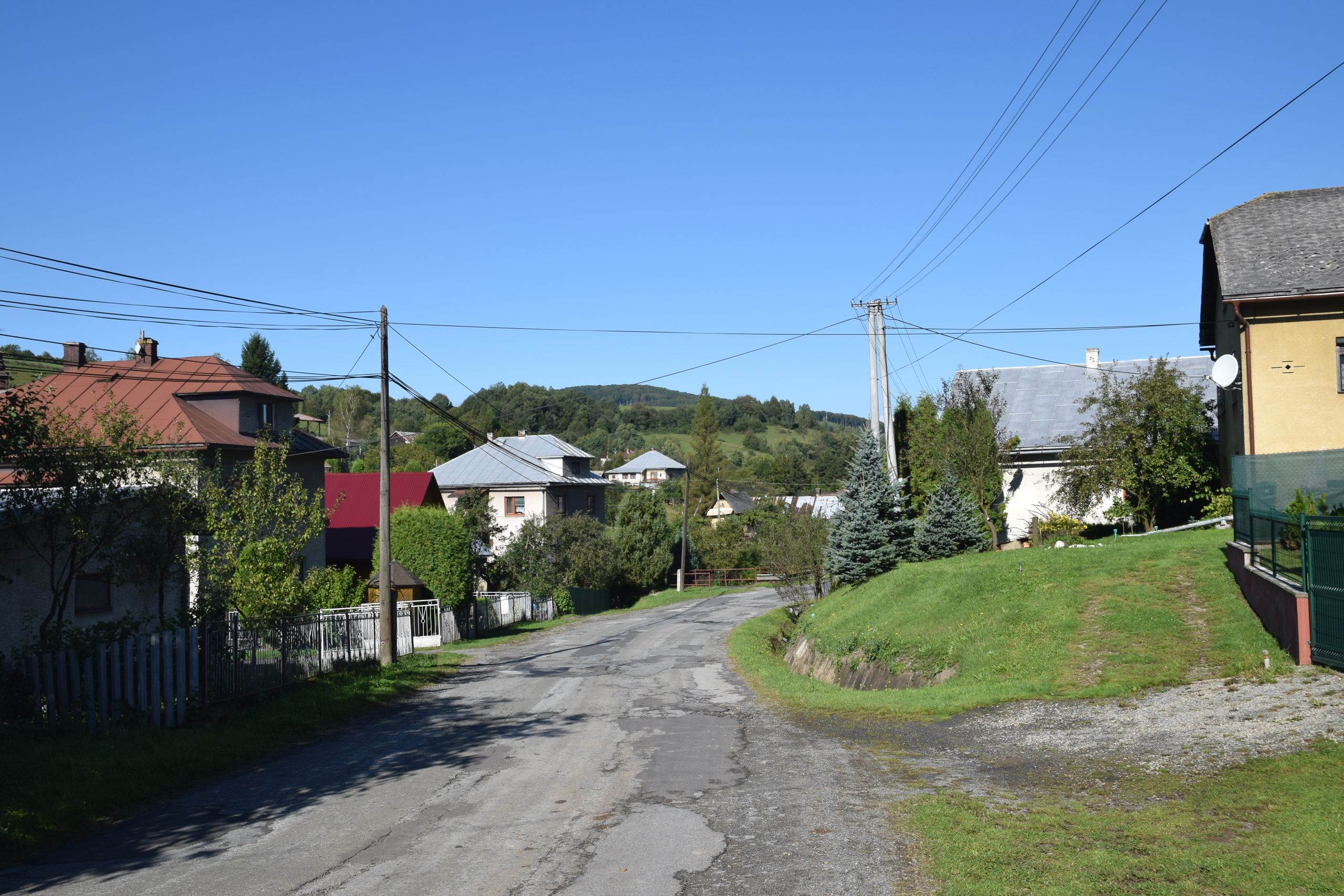
Ortsdurchgangstraße nach Norden

Krivé liegt auf einer Höhe von 400 Metern in einem nordwest-südöstlich verlaufenden Tal am Nordhang des zu den Westkarpaten gehörenden Gebirges Čergov. Die Kreisstadt Bardejov im Osten ist von Krivé 15 Straßenkilometer und Stará Ľubovňa im Westen 46 Kilometer entfernt. Von der beide Städte verbindenden Schnellstraße I/77 zweigt eine Nebenstraße (3497) nach Süden zur Gemeinde Kružlov ab, die 2 Kilometer danach Krivé erreicht. Die Straße führt in südöstlicher Richtung nach 4 Kilometern durch das Nachbardorf Richvald und weiter ins Dorf Kľušovská Zábava, das über die Straße 545 direkt mit Bardejov verbunden ist. Abseits der Nebenstraße liegt wenige Kilometer südlich von Richvald das Dorf Hervartov, das durch die 1593 bis 1596 erbaute, möglicherweise älteste slowakische Holzkirche bekannt ist. Über Kružlov ist das unmittelbar südlich von Krivé gelegene Dorf Bogliarka mit ungefähr 130 Einwohnern zu erreichen. Im Paralleltal westlich von Krivé befindet sich der Ort Lukov mit einer Holzkirche von 1708. Es gibt keine direkte Verbindung über den bewaldeten Hügel zwischen den beiden Orten.

## Geschichte
Das Dorf wurde erstmals 1454 als Krywa erwähnt; aus dem Jahr 1773 ist der Name Kriwa überliefert, der dem früheren ungarischen Ortsnamen Krive entspricht (im heutigen Ungarischen Sárosgörbény). Im 18. Jahrhundert war der Ort im Besitz der Familien Dessewffy und Klobušickov, im 19. Jahrhundert ging er an das Geschlecht Anhalt. Für das Jahr 1787 wurden 24 Häuser und 175 Einwohner registriert. 1828 hatte sich Krivé auf 40 Häuser und 302 Einwohner vergrößert, die Landwirtschaft und Viehzucht betrieben. Um den Beginn des 20. Jahrhunderts verließen im Zuge der massenweisen Auswanderung von Slowaken aus den zum Königreich Ungarn gehörenden Gebieten einige der überwiegend slowakischen Einwohner den Ort. Die Kommunistische Partei führte 1959 die kommunistische Landwirtschaft mit Kolchosen (slowakisch JRD, Jednotné roľnické družstvo) ein. Ein Teil der Einwohner arbeitete in Industriebetrieben in umliegenden Städten.
Die Einwohnerzahl betrug den jüngsten Volkszählungen zufolge 248 (März 1991), 203 (Mai 2001) und 210 (Mai 2011).

## Bevölkerung
| Jahr                | 1994 | 2004     | 2014    | 2024    |
| ------------------- | ---- | -------- | ------- | ------- |
| Anzahl der Personen | 232  | 201      | 220     | 206     |
| Unterschied         |      | −13,36 % | +9,45 % | −6,36 % |

| Jahr                | 2023 | 2024    |
| ------------------- | ---- | ------- |
| Anzahl der Personen | 211  | 206     |
| Unterschied         |      | −2,36 % |

## Ortsbild
Krivé ist ein Straßendorf, dessen Wohnhäuser und Gehöfte sich in lockerem Abstand entlang der Durchgangsstraße reihen. Außer der Holzkirche gibt es keine erwähnenswerten Gebäude. Diese steht einige Meter westlich der Straße und wie die meisten griechisch-katholischen Kirchen der Slowakei etwas erhöht inmitten des Friedhofs.

## Holzkirche

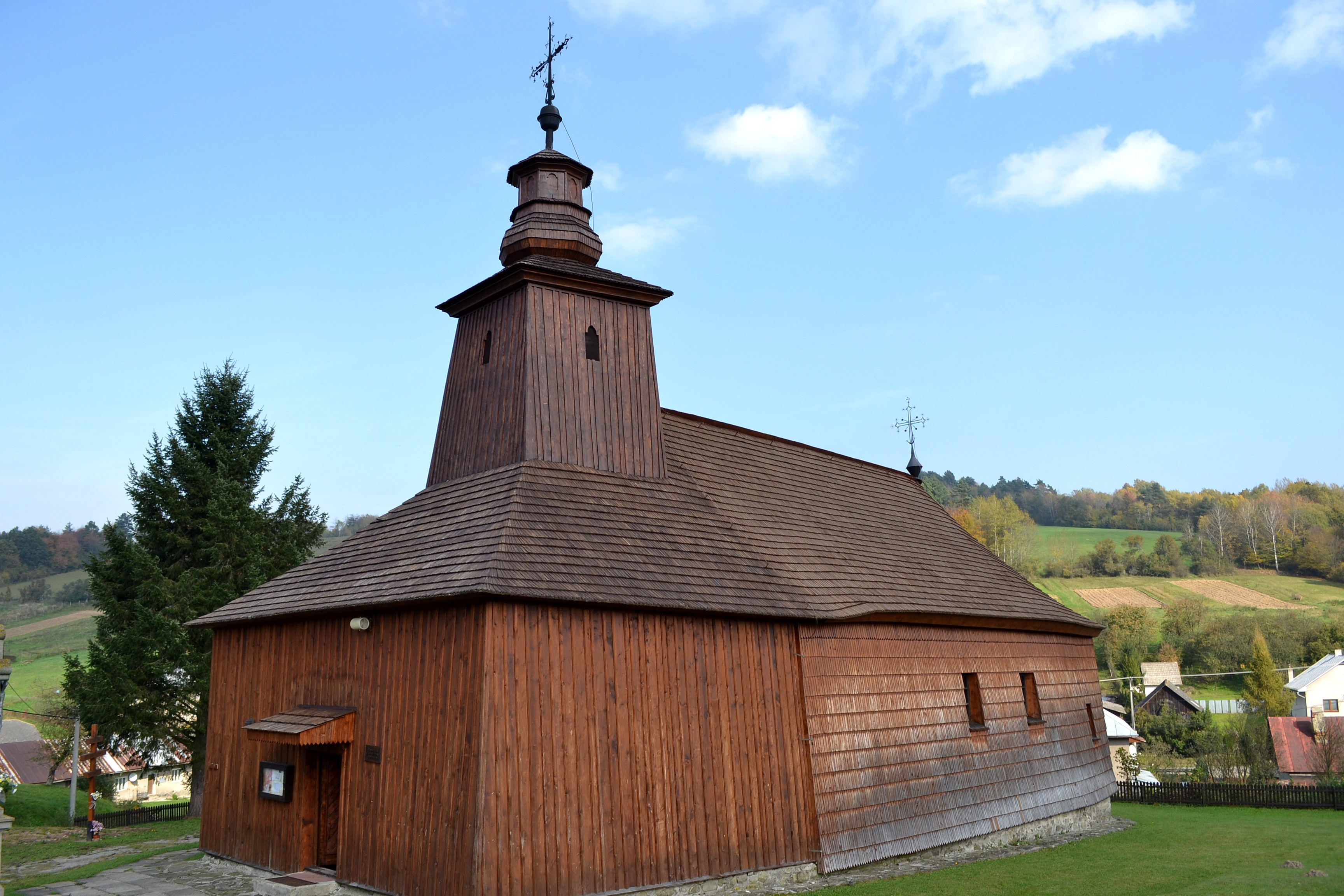
Kirche von Süden

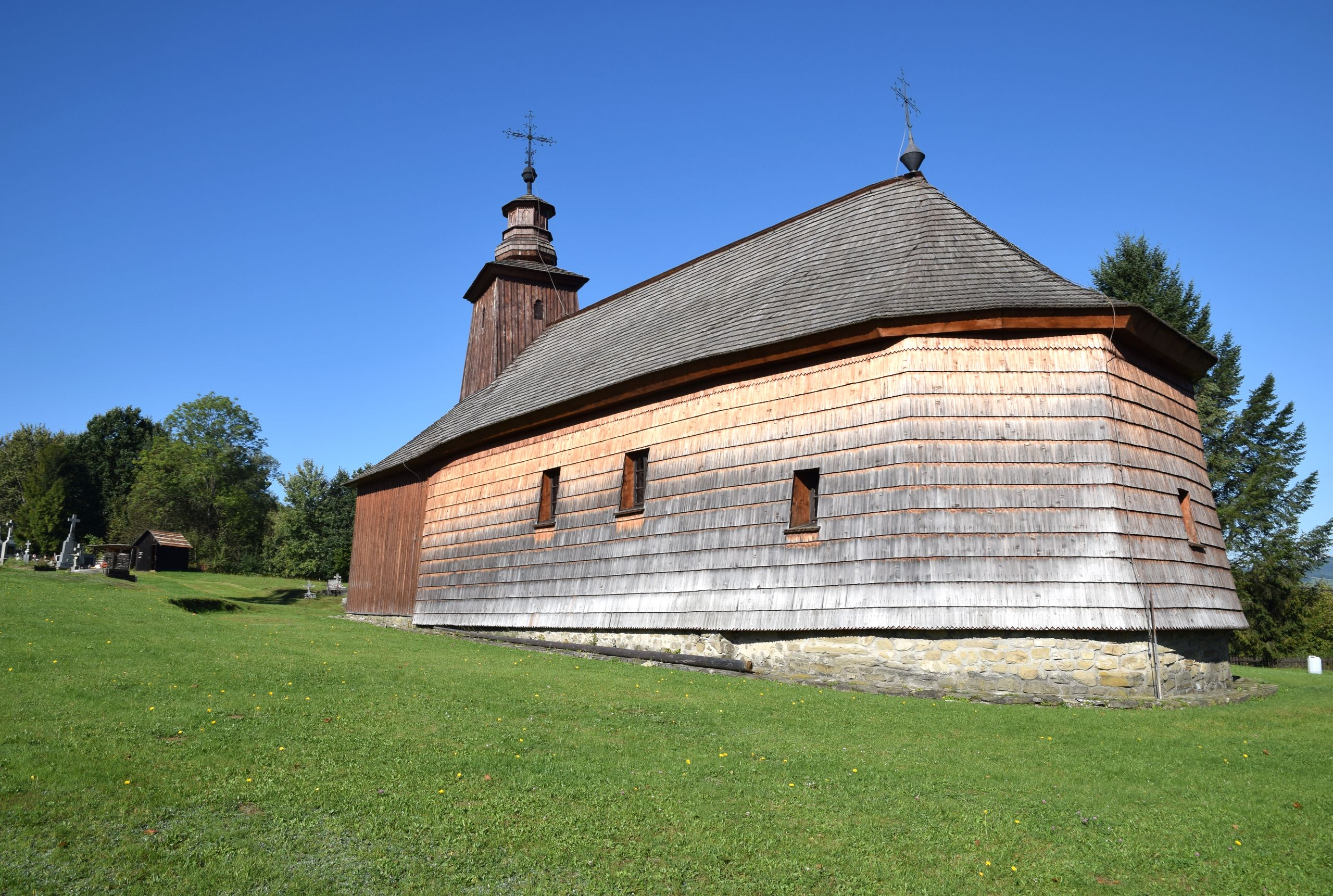
Kirche von Osten

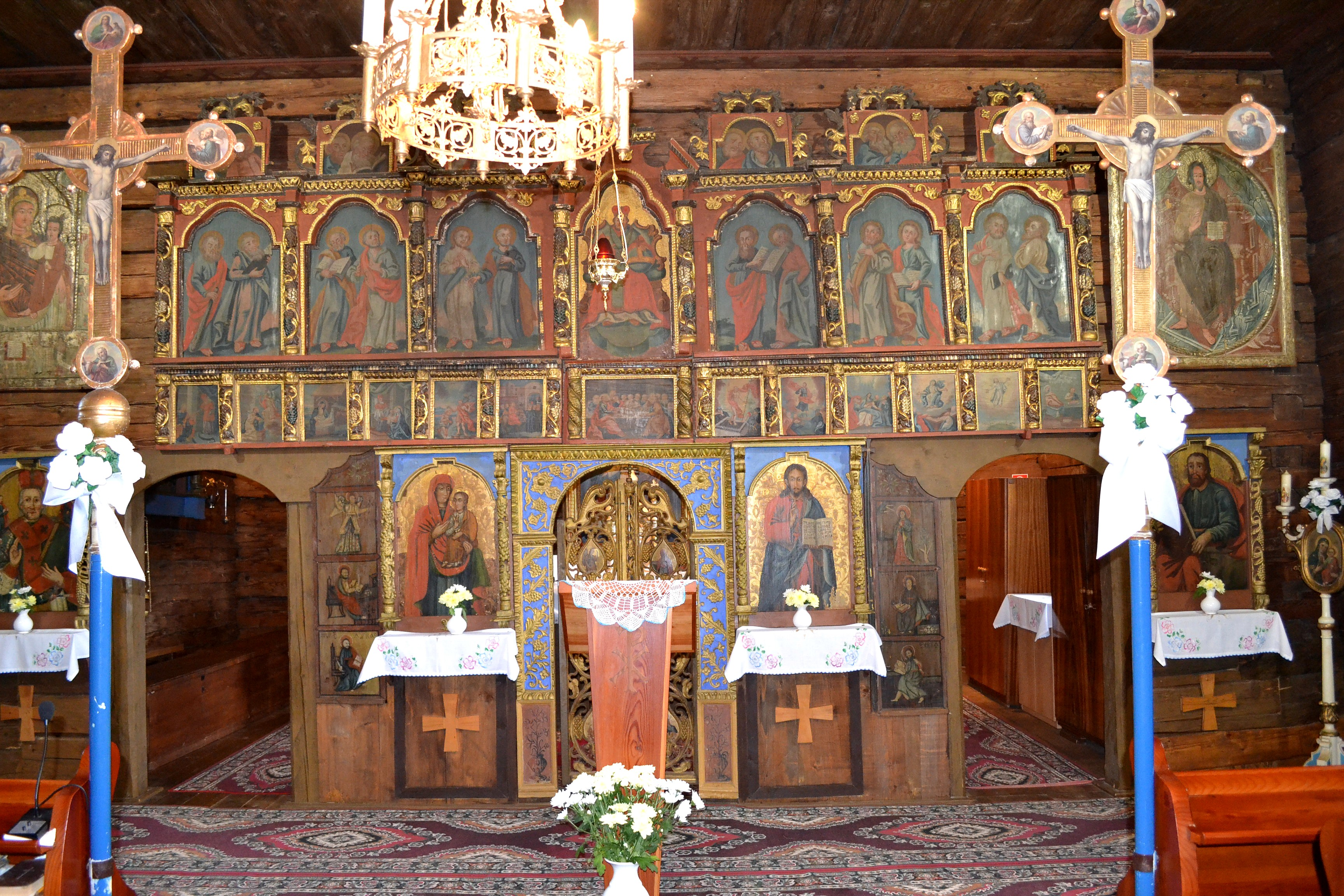
Ikonostase

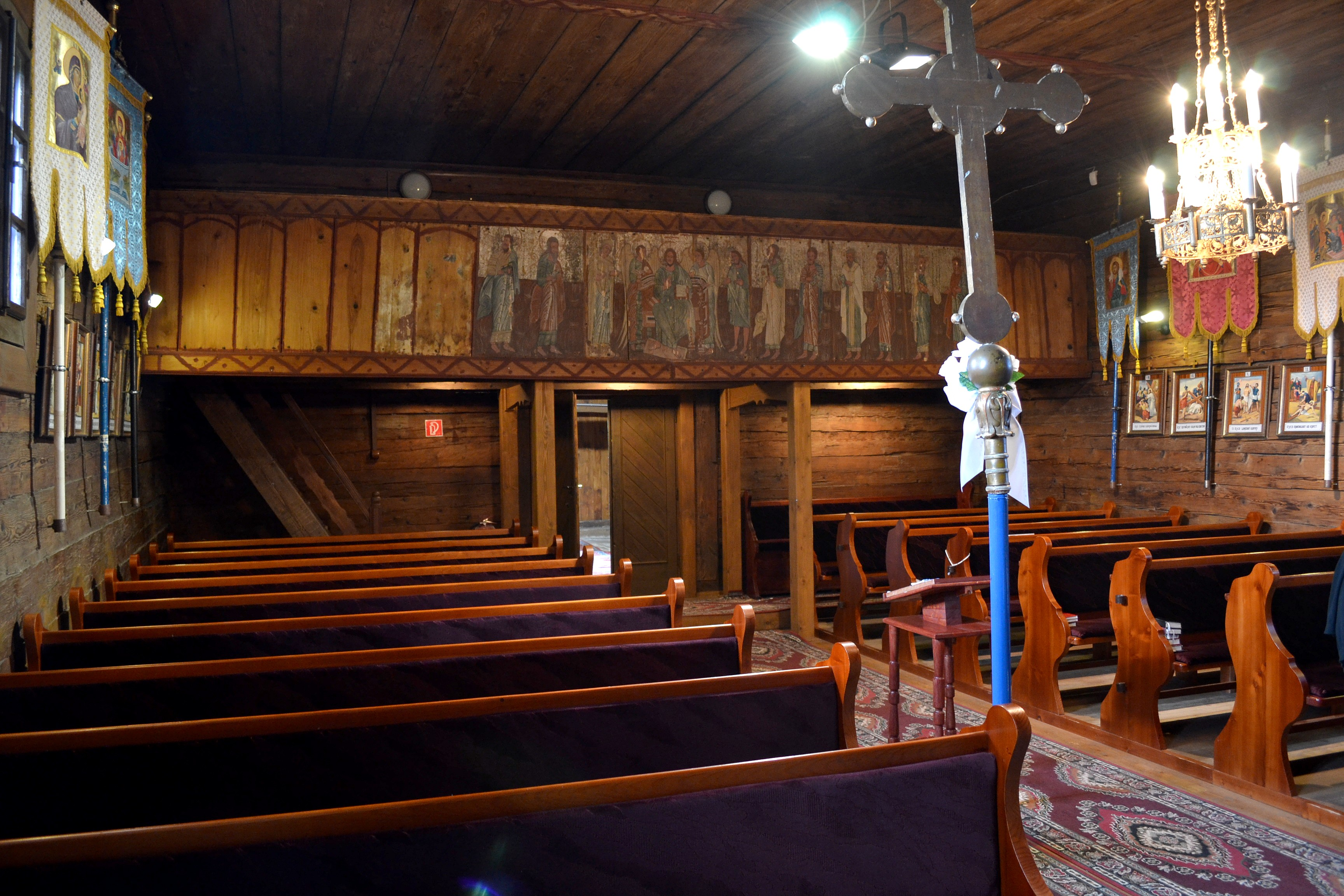
Sitzreihen und Empore im hinteren Bereich

Die griechisch-katholische Kirche ist dem heiligen Lukas geweiht (gréckokatolícky drevený chrám svätého Lukáša). Die 1826 in Blockbauweise an der Stelle eines Vorgängerbaus errichtete Holzkirche ist ein nationales Kulturdenkmal und gehört zu den 27 griechisch-katholischen Holzkirchen, die aus dem 18. Jahrhundert in der Ostslowakei erhalten sind. Für den bojkischen Stil üblich folgen drei Gebäudeteile axial nacheinander: der quadratische Vorraum unter dem Turm (babinec, Aufenthaltsraum der Frauen, symbolisiert die Erde), der Hauptraum (Betsaal, symbolisiert den Himmel) und – durch die Ikonostase getrennt – das ungefähr nach Osten gerichtete Allerheiligste (Presbyterium, Raum des Priesters, symbolisiert das höchste Prinzip). Die räumliche Dreiteilung steht für die Dreifaltigkeit. Alle drei Gebäudeteile sind von einem durchgängigen Satteldach überdeckt. Damit entspricht die Kirche von Krivé dem einfacheren und schmuckloseren der beiden griechisch-katholischen Holzkirchentypen in der Ostslowakei. Ein als Sparrendach konstruiertes Satteldach über allen drei Bauteilen besitzen unter anderem die Kirchen von Topoľa, Frička, Kalná Roztoka und Inovce. Beim aufwendigeren lemkischen Typ, der etwa bei den Kirchen von Lukov und Jedlinka vorkommt, werden die drei Gebäudeteile durch separate Dachaufbauten in ihrer architektonischen Erscheinung getrennt.
Wegen der geringen Hangneigung ragt an der Seite der polygonalen Apsis ein Steinfundament heraus, auf dem die gesamte Kirche errichtet wurde. Der Grundriss des Hauptraums ist ein längs orientiertes Rechteck, der Vorraum ist breiter als die übliche quadratische Form. Die Balkenwände von Hauptraum und Apsis sind außen mit Schindeln, die Wände des Vorraums mit senkrechten Brettern als Leistenschalung verkleidet. Den quadratischen Turm bekrönt ein kleiner sechseckiger Dachaufbau mit einem barocken Schmiedekreuz.
Die Ikonostase ist horizontal in vier Felder gegliedert. Die zu ihr gehörenden Ikonen stellen unter anderem die Taufe Jesu, den mit einem Schwert gegen die bösen Mächte kämpfenden Erzengel Michael in einer Malerei aus dem 17. Jahrhundert und die zwölf Apostel dar, des Weiteren die Madonna Hodegetria, den Evangelisten Lukas vom Beginn des 18. Jahrhunderts, den lehrenden Christus und auf der heiligen Zarentür in der Mitte der Ikonostase die vier Evangelistenmedaillons. Die wertvollsten Ikonen stammen aus dem 16. Jahrhundert und sind gut erhalten. Der Passionszyklus von 1680 wurde aus der Ikonostase der älteren, zerstörten Kirche übernommen. Dieser Zyklus enthält eine Deësis-Ikone mit dem auf einem Thron sitzenden Christus in der Mitte, der von der Gottesmutter, Johannes dem Täufer, den Erzengeln Michael und Gabriel sowie den zwölf Aposteln umgeben ist. Christus Pantokrator mit einer silbernen Mandorla ist eine Ikone aus dem 17. Jahrhundert, die ebenfalls zur Ikonostase der alten Kirche gehörte.
Die Kirche wurde zwischen 1965 und 1970, außerdem in den Jahren 2003, 2006 und 2006 renoviert. Sie wird regelmäßig für Gottesdienste genutzt und ist ansonsten verschlossen.